# Anna Katharina Rehmann-Salten

Porträtfoto von Anna Katharina Salten um 1928, in: Die Bühne, Heft 214 (1928), S. 11. Foto: Edith Barakovich

Anna Katharina Rehmann-Salten (* 18. August 1904 in Wien, Österreich-Ungarn; † 27. März 1977 in Zürich) war eine Übersetzerin, Journalistin, Illustratorin und Schauspielerin. Ihr Geburtsname war Salzmann, 1911 wurde der Familienname in Salten geändert. Ihre Veröffentlichungen nach ihrer ersten Heirat tragen gelegentlich nur den Nachnamen Rehmann, meist aber Rehmann-Salten. Nach ihrer zweiten Heirat führte sie den Namen Wyler bzw. Wyler-Salten. Als zweiter Vorname wird gelegentlich auch Katherina angegeben, dies passt jedoch nicht zu den Autorenvermerken ihrer eigenen Veröffentlichungen. Weitere Abwandlungen der Vornamen sind Annerl und Katja. Sie ist als Österreicherin geboren und erwarb durch ihre erste Ehe die Schweizer Staatsbürgerschaft.
Rehmann-Salten ist heute vor allem durch ihre Übersetzungen bekannt, insbesondere von John Steinbecks antifaschistischem Roman The Moon is Down, den sie auch für Theater bearbeitete. In ihrer Bühnenfassung wurde das Stück in der Schweiz während des Zweiten Weltkriegs vielfach aufgeführt. Ferner spielt sie eine bedeutende Rolle in der Biografie und Nachlassverwaltung ihres Vaters, Felix Salten.

## Leben
Anna Katharina Salten war die Tochter des Journalisten und Schriftstellers Felix Salten und seiner Frau Ottilie, geborene Metzl (1868–1942), einer Schauspielerin am Wiener Burgtheater. Sie hatte einen älteren Bruder, Paul Salten (1903–1937), der Filmregisseur wurde. Nach dem Besuch eines Gymnasiums lernte Anna Katharina Salten an einer Kunstgewerbeschule ab 1921 Malen und Aktzeichnen, verließ diese aber 1924 wieder. 1925 schuf sie die Illustrationen zu einem Buch ihres Vaters, Bob und Baby. In der Folge widmete sie sich der Schauspielerei und lebte in Berlin und Wien. Sie trat etwa 1928 in Tolstois Der lebende Leichnam auf, inszeniert an der Berliner Volksbühne, unter anderem an der Seite von Heinrich George und Agnes Straub, und im selben Jahr in Stephan Kamare: Leinen aus Irland im Wiener Theater in der Josefstadt, das damals von Max Reinhardt geleitet wurde.
Salten heiratete 1928 den Schauspieler Hans Rehmann, einen Schweizer, wodurch sie selbst auch die Schweizer Staatsbürgerschaft erwarb. Als Rehmann an Knochentuberkulose erkrankte, begleitete sie ihn in die Schweiz. Das Paar lebte schließlich in Langenthal bei Rehmanns Schwester. Rehmann starb im August 1939.
Da Rehmann-Saltens Eltern als Juden nach dem Anschluss Österreichs 1938 aufs höchste gefährdet waren, bemühte sie sich darum, ihnen eine Emigration in die Schweiz zu ermöglichen. Das gelang ihr im Februar 1939 auch, jedoch musste sich Felix Salten verpflichten, keine journalistischen Arbeiten in Schweizer Medien zu veröffentlichen und keine Stelle als Redakteur oder Lektor anzunehmen. Daher war Rehmann-Salten genötigt, für den Unterhalt der Familie aufzukommen. Das nötige Geld verdiente sie mit journalistischen Arbeiten, Tätigkeiten für den Verlag Bermann Fischer und vor allem Übersetzungen englischer Texte ins Deutsche. Dies gestaltete sich freilich nicht einfach, weil Schweizer Verleger vielfach auch auf dem deutschen Markt publizieren wollten und die Deutschen für die Bücher einen Ariernachweis des Autors und des Übersetzers verlangten, wie aus einem Brief von Walter de Haas, dem Lektor des Albert Müller Verlags, hervorgeht.
Zu den übersetzten Werken gehörten drei Kriminalromane von Agatha Christie, Romane von John Boynton Priestley und Richard Aldington, ein Krimi des Lassie-Erfinders Eric Knight, aber auch Biografien und Reiseberichte.
Ihr größter Erfolg war aber die Übersetzung und Theaterbearbeitung des Romans The Moon is down (Der Mond ging unter) von John Steinbeck. Der Roman, 1942 in den USA erschienen, beschrieb die Besetzung einer nordeuropäischen Stadt durch eine fremde Macht, leicht erkennbar motiviert durch die deutsche Besetzung Norwegens 1940. Rehmann-Salten übertrug ihn im Herbst 1942 ins Deutsche, er erschien 1943 im Zürcher Humanitas-Verlag und erlebte allein 1943 und 1944 mindestens acht Auflagen. Zudem arrangierte sie die Dialoge für eine szenische Aufführung. Die Uraufführung des Dramas fand am 27. Oktober 1943 am Theater Basel statt; das Stück wurde dort 46 Mal gespielt und war damit, so ein zeitgenössischer Chronist, „das eigentliche Zug- und Kassenstück der Spielzeit“. Das Zürcher Schauspielhaus hatte das Stück zunächst abgelehnt, weil es ihm wegen des Themas einer faschistischen Invasion zu heikel erschien. Nach dem Erfolg der Basler Uraufführung gaben die Zürcher jedoch nach, und Der Mond ging unter lief ab 2. Dezember 1943 wochenlang vor ausverkauftem Haus im Schauspielhaus, danach an zahlreichen anderen Deutschschweizer Bühnen. Das Drama galt als einer der größten Erfolge des Schweizer Theaters in der Zeit des Zweiten Weltkriegs. Unmittelbar nach dem Ende des Zweiten Weltkriegs, im September und Oktober 1945, lief es in Rehmann-Saltens Bearbeitung auch an den Wiener Kammerspielen.
Am 13. Dezember 1944 heiratete Rehmann-Salten den Anwalt Veit Wyler, einen Antifaschisten und Zionisten, der unter anderem an der Verteidigung von David Frankfurter beteiligt gewesen war. Das Paar hatte zwei Töchter, Lea Wyler, Schauspielerin und Mitgründerin des Hilfswerks Rokpa, und Judith Siano-Wyler, Kunsttherapeutin in Israel.
Anna Wyler-Salten verfasste weiter Übersetzungen unter dem eingeführten Namen Anna Katharina Rehmann-Salten, schrieb Theaterkritiken für die Weltwoche, bis sie von Friedrich Dürrenmatt abgelöst wurde, und arbeitete an Wylers Zeitschrift Das neue Israel mit. Nach Felix Saltens Tod stellte sie eine englischsprachige Anthologie seiner liebsten Tiergeschichten (u. a. von Marie von Ebner-Eschenbach, Rudyard Kipling und Jack London) für den amerikanischen Markt zusammen und schrieb die Einleitung dazu.
Sie kümmerte sich zudem als Erbin von Felix Salten um die Nachlassverwaltung ihres Vaters und die Verwertung seiner Rechte. So erneuerte sie 1954 Saltens amerikanisches Copyright an seinem Erfolgswerk Bambi und handelte 1958 mit der Walt Disney Company drei Verträge aus, die Disney die weitere Verwertung der Rechte zugestanden. Nach ihrem Tod kam es zu einem ausgedehnten Rechtsstreit in den USA um diese Rechte, insbesondere um die Frage der Gemeinfreiheit des Werks und um das Verfügungsrecht von Veit Wyler, der die Rechte von seiner Frau geerbt hatte.
Im Alter litt Anna Wyler-Salten an einer Krebserkrankung, die 1977 zu ihrem Tod führte.

## Werk

### Als Illustratorin
- Felix Salten: Bob und Baby. Mit 37 farbigen Zeichnungen von Anna Katharina Salten. Zsolnay, Wien 1925.

### Als Übersetzerin
- Agatha Christie: Die Tote in der Bibliothek (Original: The Body in the Library). Scherz, Bern 1943.
- John Steinbeck: Der Mond ging unter (Original: The Moon is Down). Humanitas, Zürich 1943.
- Jan Struther: Mrs. Miniver erlebt die Vorkriegszeit (Original: Mrs. Miniver). Scherz, Bern 1943
- Agatha Christie: Die Schattenhand (Original: The Moving Finger). Scherz, Bern 1944.
- Agatha Christie: Letztes Weekend (Original: Ten Little Niggers, auch publiziert unter dem Titel: And Then There were None; im Deutschen besser bekannt unter dem Titel: Und dann gabs keines mehr). Scherz, Bern 1944.
- Richard Hallas (Pseudonym für Eric Knight): Wer verliert, gewinnt (Original: You play the black and the red comes up). Scherz, Bern 1944.
- John B. Priestley: Verdunkelung in Gretley (Original: Black-Out in Gretley). Pan, Zürich 1944.
- Richard Aldington: Der Himmel selbst (Original: Very Heaven). Humanitas, Zürich 1946.
- John B. Priestley: Drei Männer (Original: Three Men in New Suits). Pan, Zürich 1946.
- Erna Barschak: Erlebnisse in USA (Original: My American Adventure). Pan, Zürich 1947.
- Rhoda Truax: Joseph Lister. Vater der modernen Chirurgie (Original: Joseph Lister, Father of Modern Surgery). Scherz, Bern 1947.
- Ethel Wilson: Lilly (Original: The Equations of Love: Lilly’s Story). Pan, Zürich 1952.

### Als Autorin und Herausgeberin
- Anna Katharina Salten: Dichterkinder – III. Wohlbehütet. In: Der Querschnitt, Band 9 (1929), Nr. 3 (März), S. 160–162.[9] Online
- Anna Katharina Salten: Bänkellied. In: Der Querschnitt, Band 12 (1932), Nr. 4 (April), S. 252. Online
- Felix Salten’s Favorite Animal Stories. Zusammengestellt und eingeleitet von Anna Wyler-Salten. Julian Messner, New York 1948. Inhaltsverzeichnis
- K. Wyler-Salten: „Meine Kinder sind es …“. Schauspiel in 7 Szenen. Zum Tag des jüdischen Kindes. Uraufgeführt in Zürich am 27. März 1955.[10]